# Alois III. zu Oettingen-Spielberg
Fürst Johann Alois III. Anton zu Oettingen-Oettingen und Oettingen-Spielberg (* 9. Mai 1788 in Oettingen; † 7. Mai 1855 in München) war ein deutscher Standesherr.

## Leben
Alois III. war der Sohn des Fürsten Johann Alois II. Anton zu Oettingen-Oettingen und Oettingen-Spielberg (* 1758; † 1797) und der Maria Aloysia Prinzessin von Auersperg (* 1762; † 1825). Er hatte fünf Geschwister und gehörte der Römisch-katholischen Kirche an.
Alois war Königlich bayerischer Kronobrist-Kämmerer und Generalmajor.
1841 wurde Alois III. zu Oettingen-Spielberg mit dem Großkreuz des Ordens der Württembergischen Krone ausgezeichnet.

## Abgeordneter
Alois war Mitglied der Ständeversammlungen des Königreichs Württemberg von 1815 bis 1819. Ab 1819/20 bis 1843 war er Abgeordneter in der Württembergischen Kammer der Standesherren, war aber nie persönlich anwesend. Seit 1819 war er außerdem erbliches Mitglied der Kammer der Reichsräte der Krone Bayerns.

## Familie
Alois zu Oettingen-Spielberg heiratete in Hochaltingen am 31. August 1813 Amalie Auguste von Wrede (* 15. Januar 1796; † 11. September 1871), die älteste Tochter des bayerischen Generalfeldmarschalls Carl Philipp von Wrede. Aus der Ehe gingen vier Kinder hervor:
- Otto Karl, seit 1855 Fürst zu Oettingen-Oettingen und Oettingen-Spielberg (* 14. Januar 1815 in Oettingen; † 29. April 1882 in München, beerdigt in Oettingen), heiratete in Prußkau (Böhmen) am 6. November 1843 Georgine Clementine Gräfin von Königsegg-Aulendorf (* 1. April 1825 in Prußkau; † 7. Juni 1877 in Graz)
- Mathilde Sophie (* 9. Februar 1816 in Oettingen; † 20. Januar 1886 Obermais bei Meran; beerdigt in Regensburg), heiratete in Oettingen am 24. Januar 1839 Maximilian Karl Fürst von Thurn und Taxis (* 3. November 1802 in Regensburg; † 10. November 1871 ebenda)
- Gustav Friedrich (* 31. März 1817 in Oettingen; 21. Juli 1864 in Regensburg; beerdigt in Oettingen)
- Bertha Johanna Notgera (* 1. August 1818 in Oettingen; † 11. September 1890 in Bad Reichenhall; beerdigt in Oberkirchberg), heiratete in Oettingen am 21. Juni 1842 Raymund Graf Fugger von Babenhausen (* 29. Juni 1810 in Oberkirchberg; † 5. April 1867 in Augsburg)